# Wéber Kata
Wéber Kata (Budapest, 1980. július 26. –) magyar színművésznő, dramaturg, forgatókönyvíró. 

## Életpályája
1994–1998 között a budapesti Berzsenyi Dániel Gimnázium tanulója volt. 1998–2002 között a Színház- és Filmművészeti Egyetem hallgatója volt. 2002–2004 között a nyíregyházi Móricz Zsigmond Színház, 2004–2013 között a Radnóti Színház tagja volt. 2013-tól szabadúszó. 2014-2018 között a Színház- és Filmművészeti Egyetem doktori iskolájának hallgatója, DLA fokozatot szerzett. Témavezetője: Jákfalvi Magdolna.

## Fontosabb színházi szerepei
- Örkény: Pisti a vérzivatarban – Angyal
- Picasso: Négy kislány – Negyedik kislány
- Ez itt a konyha! Ez itt az! – Kata
- Shakespeare: Tévedések vígjátéka
- Rajkai Zoltán: Atomtömény – Keserű Eszter
- Shakespeare: Athéni Timon
- Ben Jonson: Volpone
- Jevgenyij Svarc: A király meztelen – Polgármester, miniszterelnök
- Wassermann: La Mancha lovagja – Dulcinea
- Bertolt Brecht: A szecsuáni jóember – Unokahúg
- Arni Ibsen: Mennyország
- Carlo Goldoni: Chioggiai csetepaté – Lucietta
- Arthur Schnitzler: A távoli vidék – Szobalány
- Németh Ákos: Autótolvajok – Móni
- Dosztojevszkij: Ördögök – Virginszkaja
- Shakespeare: Vízkereszt, vagy amit akartok – Viola
- Carol Ann Duffy: A világ feleségei
- Joanna Laurens: Három madár – Procne
- Szélkötõ Kalamona – Királyné, Ördög, Malac
- Molnár Ferenc: Az üvegcipő – Viola
- Martin McDonagh: A kripli – Helen
- Janusz Głowacki: Negyedik nővér – Kátya
- Csehov: Cseresznyéskert – Várja
- Goldoni: Karneválvégi éjszaka – Polonia kisasszony
- Molnár Ferenc: Riviera – Elvira
- Camus: Caligula – Caesonia
- Krleža: Szentistvánnapi búcsú – Anka
- Charlotte Brontë: Jane Eyre – Jane
- Térey János: Asztalizene – Alma
- Oscar Wilde: Bunbury – Gwendolen Fairfax
- Osztrovszkij: Farkasok és bárányok – Glafira, szegény hajadon
- Bereményi Géza – Kovács Krisztina: Apacsok – Edit
- Füst Milán: Boldogtalanok – Víg Vilma
- Babel: Alkony – Dvojra
- Lorca: Yerma – Yerma
- Tennessee Williams: Vágyvillamos – Eunice Hubbel
- Térey János: Protokoll – Fruzsina

## Film és televíziós szerepei
- Kisváros (1998)
- Könyveskép (2006)
- Adás (2009)
- Koccanás (2009)
- Apacsok (2011)
- Fiú a vonaton (2016)

## Forgatókönyvírói munkái
- Fehér isten (2014)
- Jupiter holdja (2017)
- Pieces of a Woman (2020)